# Sistema Aegis

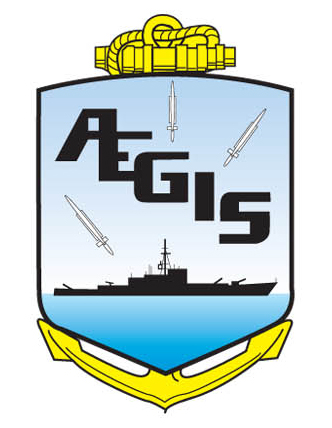
Il logo ufficiale del programma Aegis (Naval Sea Systems Command).

Il sistema Aegis è un sistema di combattimento integrato per unità navali sviluppato dalla statunitense RCA e successivamente acquisito dalla General Electric e poi dalla Martin Marietta, a sua volta assorbita nel 1995 nella Lockheed Martin che è quindi diventata responsabile del programma
. Il sistema utilizza antenne piane a scansione elettronica per la scoperta e l'inseguimento dei bersagli, con elaborazione dei segnali affidata a potenti processori ai quali possono essere asserviti anche gli altri sensori di bordo e i sistemi d'arma presenti sulla nave.
L'Aegis (dal latino "scudo" ma anche dall'"egida" della mitologia greca
),
è installato a bordo delle principali unità da combattimento dell'US Navy quali i cacciatorpediniere classe Arleigh Burke e gli incrociatori classe Ticonderoga. Per le sue prestazioni e nonostante gli elevati costi di acquisizione e gestione, il sistema ha incontrato un certo successo di esportazione ed è stato installato su alcune unità estere come i cacciatorpediniere giapponesi classe Kongō, i cacciatorpediniere sudcoreani classe Sejong the Great, le fregate spagnole classe Álvaro de Bazán e le norvegesi Classe Fridtjof Nansen.
.
L'Aegis è stato sviluppato per superare i limiti dei sistemi radar tradizionali di scoperta e direzione del tiro in funzione antiaerea e si è evoluto in un complesso sistema di combattimento che integra tutti i sensori, le armi e gli equipaggiamenti di missione delle unità navali su cui è installato, che per questa ragione sono definite come "unità Aegis"
.

## Storia e sviluppo

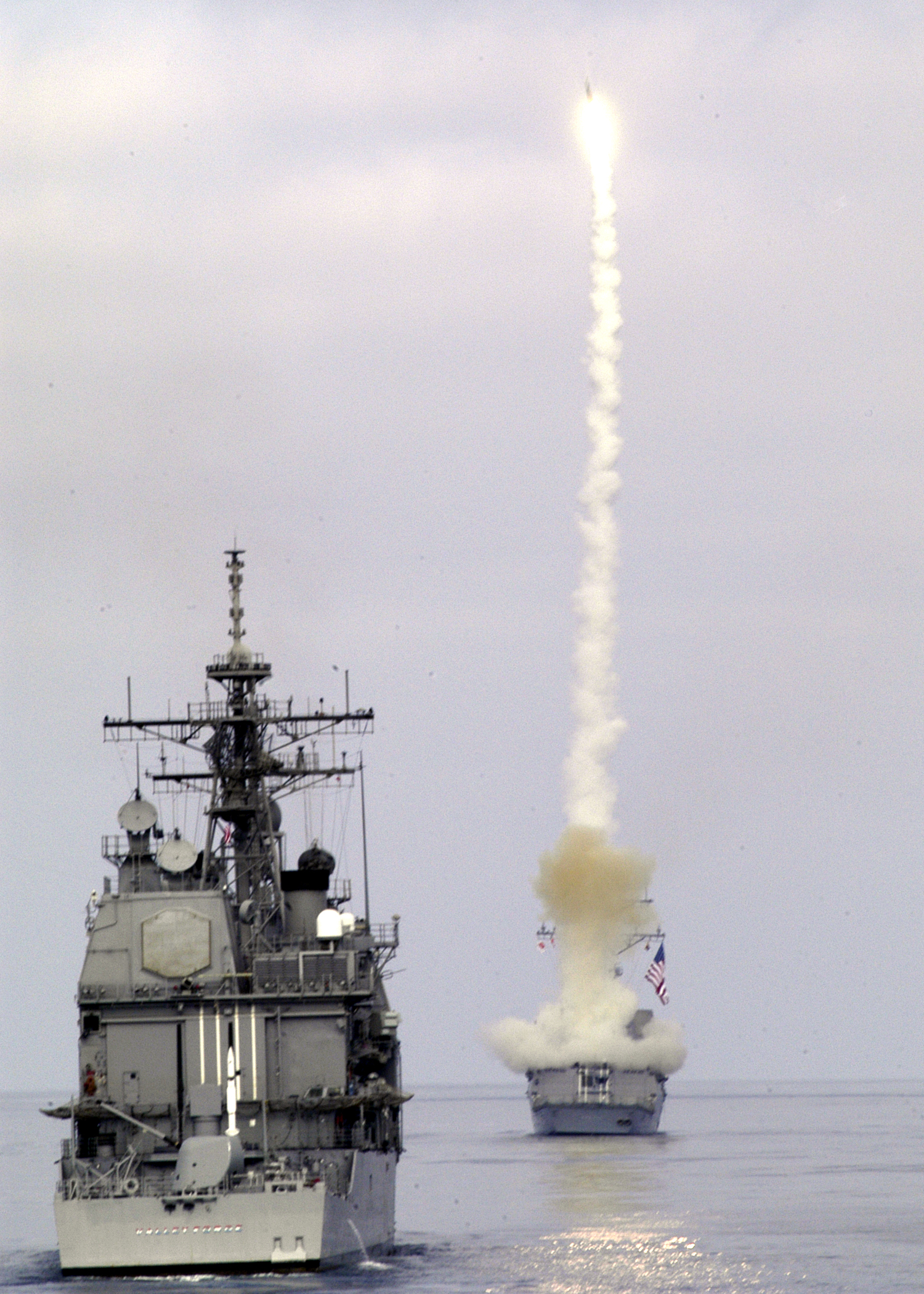
Lancio di un missile antiaereo Standard SM2 dal cacciatorpediniere tipo Aegis DDG 88 USS Preble classe Burke. In primo piano l'incrociatore CG 50 Valley Forge classe Ticonderoga sul quale è visibile una delle antenne piane esagonali del radar SPY-1, componente del sistema AEGIS.

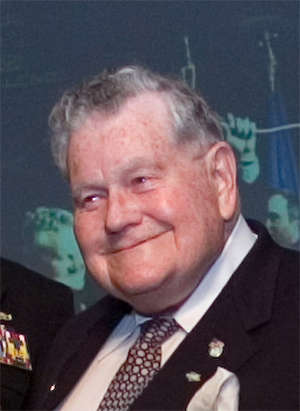
Il contrammiraglio in pensione Wayne E. Meyer, considerato il padre dell'Aegis, qui ripreso in occasione della cerimonia per la consegna all'US Navy del 100° sistema ACS, il 27 novembre 2006.

All'inizio degli anni sessanta l'US Navy avviò gli studi per un nuovo sistema antiaereo imbarcato in grado di fronteggiare la crescente minaccia costituita dai missili antinave sovietici dispiegati a partire dal 1958.
A quel tempo la difesa antiaerea delle unità da combattimento americane era affidata ai sistemi missilistici Talos, Terrier e Tartar (informalmente indicati come "serie T" dalla loro iniziale) che non erano in grado di assicurare i tempi di reazione, l'affidabilità, le prestazioni e il volume di fuoco necessari per contrastare efficacemente attacchi missilistici lanciati da navi, aerei e sottomarini.
Per rispondere ai nuovi requisiti era stato avviato un ambizioso programma basato sul sistema missilistico multiruolo Typhon che avrebbe dovuto garantire la capacità di ingaggiare missili supersonici antinave a distanze di centinaia di km
.
Il programma fu cancellato per difficoltà tecniche e nel novembre del 1963 l'US Navy ne avviò uno nuovo, denominato ASMS (Advanced Surface Missile System).
Il compito di gestire il nuovo programma fu affidato all'allora capitano di fregata Wayne E. Meyer, che già aveva maturato esperienza nel settore con il sistema Terrier
.
Sulla base della valutazione preliminare dei requisiti e delle tecnologie disponibili, le aziende avanzarono una serie di proposte concettuali. L'US Navy incaricò il contrammiraglio Frederic S. Withington di analizzare le varie proposte e di individuare un'architettura di sistema compatibile con le capacità tecnologiche dell'industria. Sulla base di questa analisi Withington raccomandò lo sviluppo di un sistema basato su radar ad antenne piane a scansione elettronica in grado di assolvere sia alle funzioni di scoperta che a quelle di inseguimento dei bersagli, su radar di illuminazione ad antenna parabolica, su un unico modello di missile con capacità di guida intermedia (in modo da non richiedere una costante illuminazione del bersaglio), su un sistema digitale per la gestione dei dati.
Nel 1965 l'allora segretario alla difesa Robert McNamara impose di ricercare di accomunare il programma ASMS con il programma Patriot sviluppato dall'US Army ma dopo due anni fu chiaro che i requisiti erano troppo differenti per poter essere soddisfatti da un sistema comune e l'ASMS andò avanti per la propria strada.
Nel 1968 furono selezionati tre progetti di altrettante aziende per partecipare alle valutazioni in vista del contratto finale. La valutazione dei progetti terminò nel dicembre del 1969, quando fu annunciata la scelta del sistema proposto dalla RCA a cui fu assegnato il contratto di sviluppo per un valore di 252,93 milioni di dollari.
Nel 1970, terminata la fase di revisione progettuale, il programma, diventato ACS (Aegis Combat System), entrò nella fase di sviluppo e si iniziò a discutere delle piattaforme su cui il nuovo sistema doveva essere installato. Le proposte andavano dalla realizzazione di una classe di unità relativamente economiche e con un dislocamento contenuto entro le 5000 tonnellate, fino a una classe di incrociatori nucleari da 15.000 tonnellate, con una previsione di 23 unità, ridotte a 5 nel 1971 dal Congresso statunitense..
Nel dicembre 1973 un prototipo ingegneristico dell'ACS, denominato Engineering Development Model EDM-1, fu installato sulla nave USS Norton Sound per i test e collaudi.
Il primo lancio fu effettuato con successo il 17 maggio 1974 contro un drone BMQ-34A Firebee.
Nel 1976 la RCA ricevette un ulteriore contratto per la realizzazione di un prototipo dell'Aegis rappresentativo della configurazione definitiva, per un valore di 159,2 milioni di dollari.
Anche questo sistema fu montato sulla USS Norton Sound che iniziò una campagna di test. Nell'aprile del 1977 il sistema dimostrò la sua capacità di ingaggio multiplo, distruggendo simultaneamente due bersagli BMQ-34A con altrettanti missili Standard. La campagna dimostrativa totalizzò il lancio di 32 missili Standard con la distruzione di 32 bersagli, compresi drone supersonici BMQ34E, volanti sia a quote basse che alte, su distanze corte, medie e lunghe. Inoltre fu anche testato con successo l'ingaggio di un bersaglio navale a distanza ravvicinata.
Intanto si fece strada l'idea di equipaggiare con il sistema una classe di unità da combattimento a propulsione convenzionale ottenuta partendo dal progetto dei cacciatorpediniere classe Spruance. Questa idea fu approvata definitivamente dal Segretario alla Difesa nel 1976 e portò alla nascita degli incrociatori lanciamissili classe Ticonderoga la cui prima unità capoclasse, il CG 47 USS Tinconderoga, entrò in servizio il 22 gennaio del 1983.

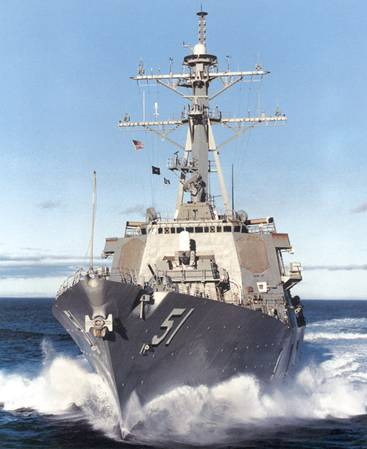
Il cacciatorpediniere lanciamissili DDG 51 USS Arleigh Burke con le antenne radar piane dell'Aegis sistemate sulle guance della sovrastruttura.

L'integrazione tra l'ACS (codificato dall'US Navy come Weapon System Mk.7) e le nuove unità navali destinate a esserne equipaggiate era così spinta che l'US Navy aveva deciso di unificare sotto un unico ufficio il controllo sia del programma relativo al sistema di combattimento che di quello relativo alla piattaforma navale. L'ufficio, denominato Aegis Program Office PMS-400 fu incardinato in seno al NAVSEA (Naval Sea Systems Command) sotto la responsabilità di Meyer, diventato contrammiraglio.
Nel 1984 la RCA fu incaricata di sviluppare una versione semplificata dell'Aegis per equipaggiare una seconda classe di unità Aegis destinata a rimpiazzare i cacciatorpediniere più obsoleti dell'US Navy. Anche questo progetto passò sotto il controllo di Meyer nell'ambito del PMS-400. La prima unità della nuova classe, DDG 51 USS Arleigh Burke, entrò in servizio il 4 luglio del 1991.
Nel 1994 la Martin Marietta (che aveva acquisito il programma Aegis) ricevette l'incarico di adattare il sistema per conferirgli capacità TBDM (Theatre Ballistic Missile Defence) ossia la capacità di ingaggiare missili balistici.
Il programma di adattamento fu poi proseguito dalla Lockheed Martin (società nata dalla fusione della Lockheed con la Martin Marietta).
Lo sviluppo delle capacità antimissili balistici dell'Aegis è stato condotto sotto il controllo della MDA, Missile Defence Agency, e il relativo programma è stato denominato Aegis BMD. Il programma prevede due diverse capacità: una è quella di utilizzare i sensori delle unità navali dotate di sistema Aegis per individuare e inseguire i missili balistici subito dopo il lancio, fornendo i relativi dati di tracciamento ai sistemi antimissile basati a terra incaricati dell'intercettazione vera e propria; l'altra è quella di impiegare direttamente le unità Aegis per il lancio di missili intercettori destinati a distruggere i missili balistici ostili. Per quest'ultimo scopo è stata prima sviluppata la sottoversione Block IV del missile Standard SM2 che introduceva la capacità di ingaggiare missili balistici a corto raggio e poi è stato introdotto il missile Standard SM3 che consente di affrontare anche minacce più complesse, quali i missili balistici a raggio intermedio.
Nel 1998 il costo complessivo del sistema Aegis per gli Stati Uniti era stato valutato in 42.7 miliardi di dollari.

## Descrizione

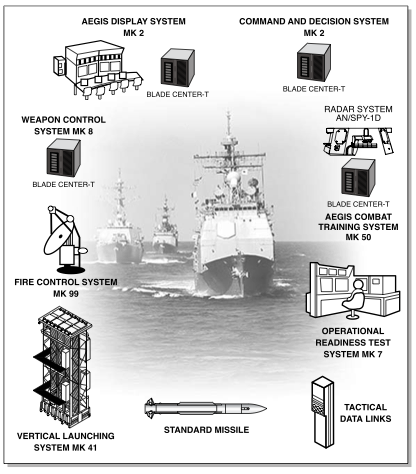
Componenti dell'Aegis Weapon System.

Il sistema Aegis Combat System o Weapon System Mk. 7 integra numerosi altri sottosistemi e componenti.
Il cuore del sistema è costituito dall'Aegis Weapon System (AWS) che a sua volta comprende i seguenti componenti di base
:
- radar di scoperta, controllo e inseguimento AN/SPY-1;
- radar di illuminazione e controllo del tiro Mk 99;
- missili Standard;
- sistema di lancio verticale dei missili (VLS) Mk 41[17];
- sistema di data link per la connessione dati con altre piattaforme;
- sistema di comando e decisione CDS (Command and Decision System);
- postazioni di controllo ADS (Aegis Display System);
- sistema di gestione armamenti WCS (Weapons Control System)
- sistemi di simulazione, addestramento e manutenzione.

Oltre all'AWS, il sistema Aegis può integrare e controllare tutti gli altri sensori e sistemi d'arma di bordo, e in particolare:
- radar di ricerca aerea e navale;
- sistemi di navigazione;
- sistemi di guerra elettronica e contromisure;
- cannoni;
- missili antinave Harpoon;
- elicotteri;
- sonar;
- siluri e armi antisom.

### Il radar AN/SPY-1

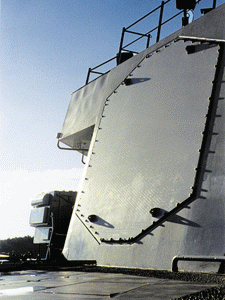
Un'antenna del radar AN/SPY-1

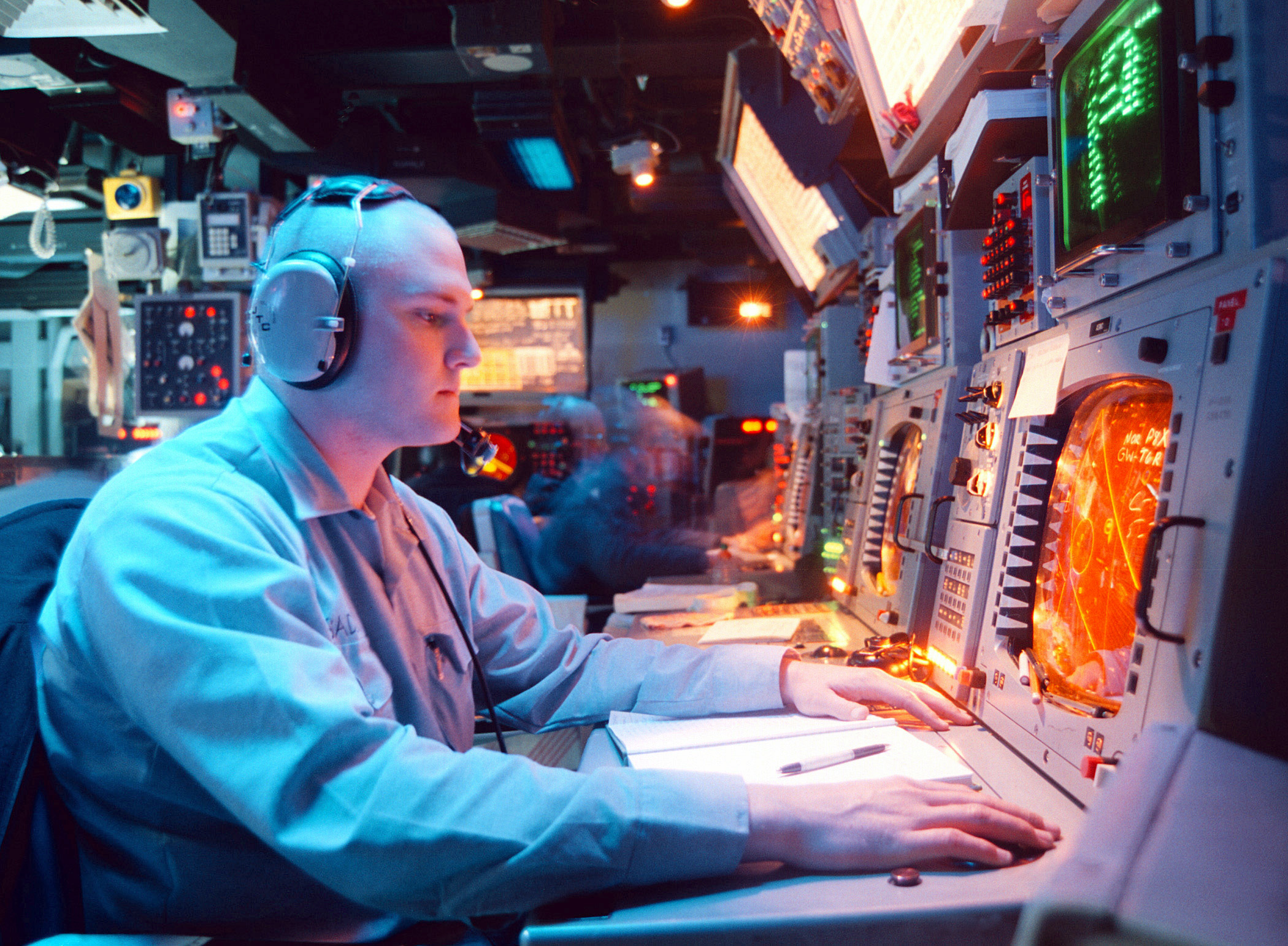
La sala operazioni della USS Normandy, Incrociatore Classe Ticonderoga, 1997

Le antenne piane ottagonali del radar a scansione elettronica AN/SPY-1 costituiscono uno degli elementi distintivi più vistosi e caratteristici dell'Aegis.
Nella versione SPY-1A il radar utilizza quattro antenne, ciascuna con una superficie di 13,32 m² e lato maggiore di 3,7 m in cui trovano posto 4350 elementi di cui 4080 sono 'phase shifters' ovvero singole antenne a dipolo, in grado di indirizzare elettronicamente il fascio radar senza utilizzare parti meccaniche in movimento.
Il computer di controllo può gestire ciascun elemento (o gruppi di elementi) in modo indipendente, assegnando funzioni di esplorazione di un settore di spazio aereo o di inseguimento di bersagli multipli. Ciascuna antenna dell'SPY-1 può esplorare un settore dell'ampiezza di 100 gradi in meno di mezzo secondo, per cui 4 antenne opportunamente posizionate possono coprire l'intero orizzonte.
Ogni antenna ha un peso di 5,4 tonnellate ma già nella versione SPY-1B il peso era stato ridotto a 3,6 tonnellate

.
L'AN/SPY-1 opera in
banda S
con una potenza di emissione complessiva nell'ordine dei 4 Megawatt
 e potenza media di 64 Kilowatt.
La prima versione del sistema era in grado di inseguire fino a un massimo di 128 bersagli e di ingaggiarne 20 simultaneamente, con una portata di 370 km. Nei Ticonderoga l'AN/SPY-1 è affiancato da un radar tradizionale AN/SPS-49 che estende la scoperta aerea a lungo raggio fino a 475 km di distanza.
Il sistema SPY-1 offre numerosi vantaggi rispetto ai radar precedenti, in quanto: è in grado di sorvegliare continuamente lo spazio aereo su 360 gradi senza i tempi morti dovuti alla rotazione di un'antenna meccanica; può inseguire e gestire l'ingaggio di numerosi bersagli multipli contemporaneamente; le antenne piane a scansione elettronica sono molto meno vulnerabili rispetto a quelle a scansione meccanica; l'assenza di parti in movimento e l'elettronica allo stato solido rendono il sistema molto meno soggetto a guasti e malfunzionamenti. Di contro il sistema è molto costoso e richiede piattaforme di adeguato dislocamento nonché una particolare attenzione alla gestione del bilanciamento verticale dei pesi.
L'SPY-1 è in grado di coprire una serie di funzioni normalmente adibite a differenti sistemi radar tradizionali: sorveglianza aerea a lungo raggio; scoperta aerea tridimensionale; scoperta di superficie; inseguimento dei bersagli; guida intermedia per missili muniti di sensore radar semiattivo.
Le principali versioni del radar SPY-1 sono:
- SPY-1A, installato sui primi incrociatori classe Ticonderoga;
- SPY-1B, introduce alcune migliorie, installato sugli altri incrociatori classe Ticonderoga;
- SPY-1B(V), aggiornamento dell'SPY-1B;
- SPY-1D, più leggero (antenna di 3.65 x 3.65 metri pesante 1,81 tonnellate)[18] ottimizzato per l'installazione sui cacciatorpediniere;
- SPY-1D(V), aggiornamento dell'SPY-1D;
- SPY-1F, antenna ridotta (1856 elementi, 2.4 metri di diametro), potenza di picco di 600 kW[22] ottimizzato per l'installazione su fregate;
- SPY-1F(V), aggiornamento dell'SPY-1F;
- SPY-1K(V), ulteriormente alleggerito (912 elementi) per l'installazione su unità di basso dislocamento quali corvette e fregate leggere[20][21].

Talvolta è citata anche la sigla SPY-1E o SPY-2, designazione non ufficiale che indicherebbe un programma di sviluppo per una nuova versione avanzata del sistema radar dell'Aegis.

### Il sistema di lancio VLS Mk 41

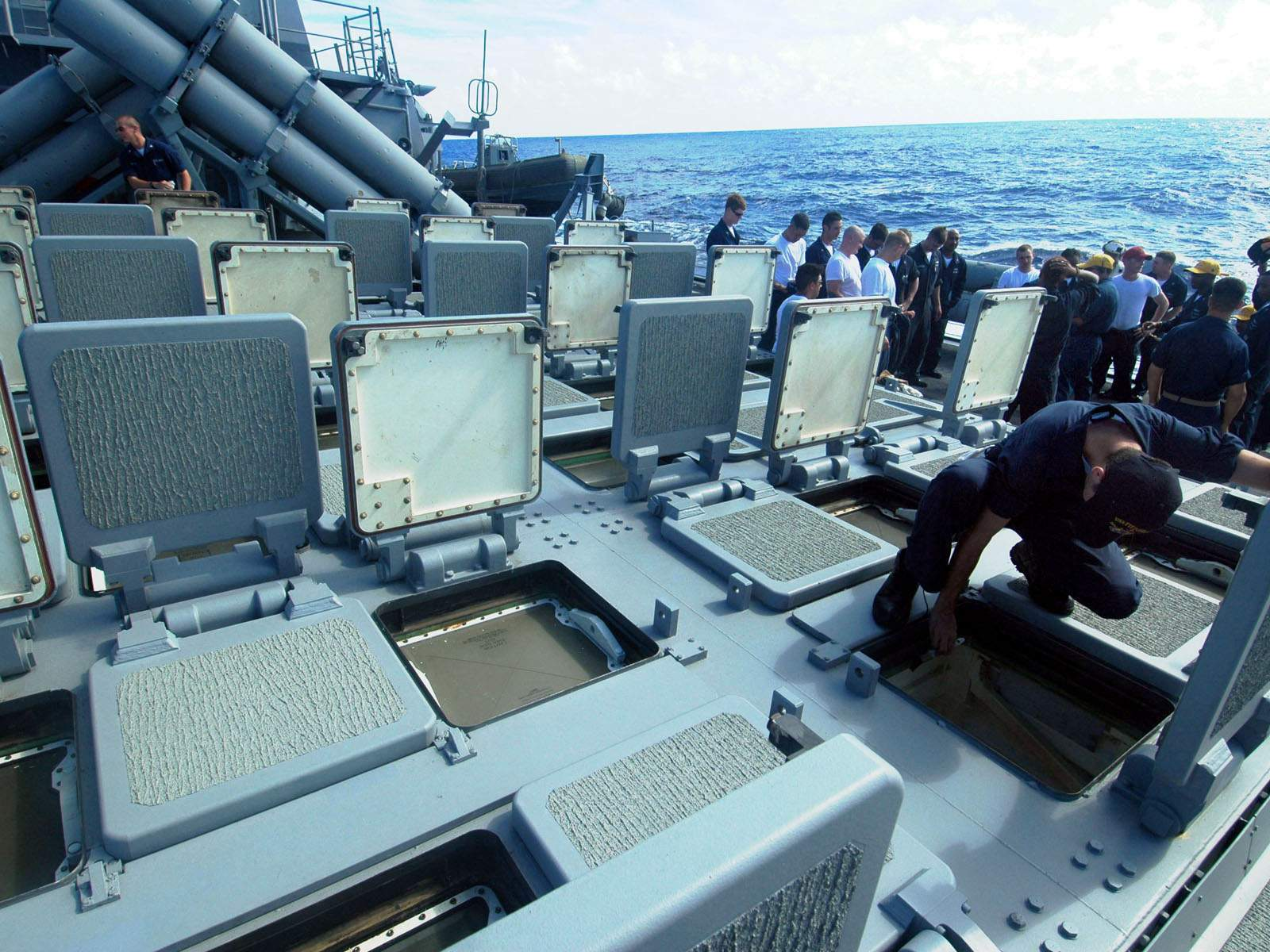
Il complesso di lancio Mk 41 VLS sul DDG-62 USS Fitzgerald, con alcuni portelloni corazzati aperti. In secondo piano i contenitori lanciatori tubolari per missili Harpoon.

Il sistema d'arma principale delle unità Aegis è rappresentato dal complesso di lancio verticale VLS Mk 41, basato su moduli di otto celle disponibili in diverse misure che possono essere combinati per dar vita a 13 differenti configurazioni per adattarsi a qualsiasi tipologia di unità navale. Le celle possono ospitare vari tipi di missili anche in combinazioni differenti. Le unità americane generalmente utilizzano un mix di missili antiaerei Standard e missili da crociera Tomahawk, ma il sistema può ospitare anche missili antisom VL-ASROC e missili antiaerei a corto raggio ESSM.
Gli incrociatori classe Ticonderoga montano due sistemi Mk 41, ciascuno con 64 celle (tre delle quali utilizzate per alloggiare il sistema di ricarica) con un totale di 122 missili pronti al lancio.
I missili possono essere lanciati al ritmo di uno al secondo.
Versioni principali:
- Strike, lunga 7.6 metri, compatibile con i missili più grandi quali i Tomahawk e i missili BMD;
- Tactical, lunga 6.7 metri, compatibile con tutti gli altri sistemi missilistici;
- Self-Defence, lunga 5.2 metri, compatibile con sistemi missilistici di autodifesa come l'ESSM.

La Lockheed Martin ha proposto una versione avanzata del sistema di lancio, denominata ELS (Extensible Launch System), che fa uso di un unico tipo di modulo di lunghezza variabile che può ospitare qualsiasi tipo di missile e anche sistemi di contromisure. Per i futuri progetti di unità navali, l'US Navy ha scelto il sistema VLS realizzato dalla Raytheon e denominato VLS Mk 57.

### Aggiornamenti
Il sistema Aegis è sottoposto a un programma di costanti aggiornamenti che hanno dato vita a una serie di configurazioni migliorate denominate Baseline e distinte con una numerazione progressiva:
- Baseline 0 era la configurazione iniziale del sistema Aegis, installata sulle prime unità classe Ticonderoga, con radar SPY-1A, rampe lanciamissili Mk 26 e elicotteri LAMPS.
- Baseline 1 ha introdotto alcune migliorie tra cui l'integrazione del sistema sonar AN/SQS-53.
- Baseline 2 ha integrato gli elicotteri LAMPS III, i missili Tomahawk e il sistema ASW AN/SQQ-89.
- Baseline 3 ha introdotto il radar SPY-1B e il sistema lanciamissili VLS Mk 41.
- Baseline 4 ha introdotto il sistema di comando CDS Mk 2 e il radar SPY-1D.
- Baseline 5 ha integrato i missili Standard SM-2 Block III/IV, il sistema di distribuzione dati JTDS, il sistema di contromisure subacquee AN/SLQ-32(V)3.
- Baseline 6 ha introdotto i missili ESSM Sea Sparrow e i missili Standard SM-2 Block IVA con capacità TMBD, nonché un sistema sonar antimine Kingfisher.
- Baseline 7 ha introdotto una serie di miglioramenti e aggiornamenti distribuiti su più fasi, tra cui nuovi computer di calcolo, missili Tomahawk Block IV, contromisure elettroniche avanzate, potenziamento delle capacità di intercettazione di missili balistici.

## Aegis Ballistic Missile Defense System
Nel 1992 l'US Navy emanò il TMBD Statement con cui affermava la necessità di difendere le unità militari americane da attacchi di missili balistici nei teatri di schieramento
.
I primi esperimenti furono effettuati con un sistema Aegis modificato, imbarcato sugli incrociatori USS Yorktown e USS Chosin.

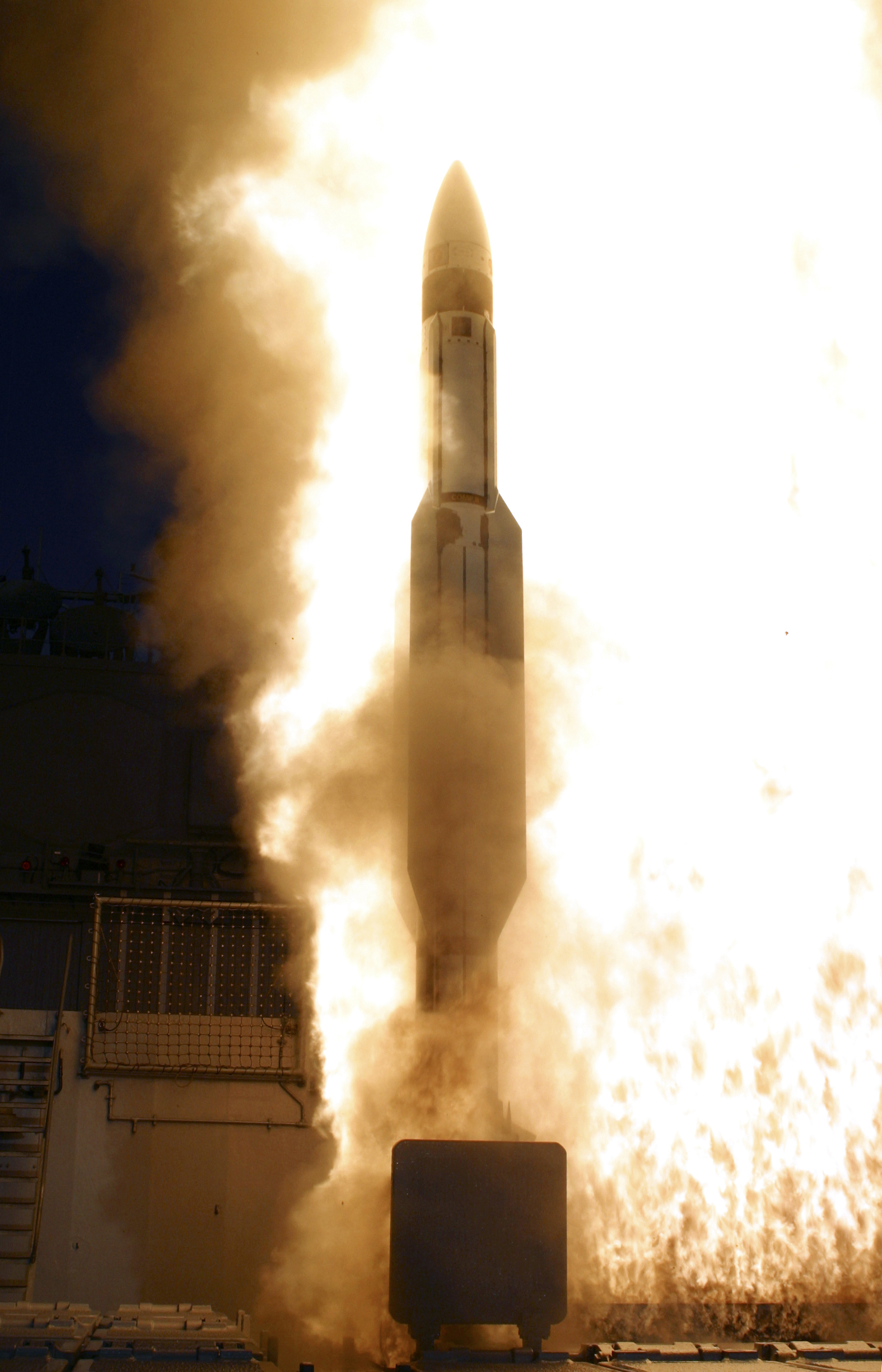
Lancio di un missile Standard SM-3 per un test di intercettazione antimissile.

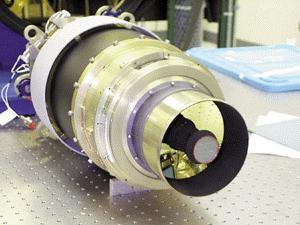
Il proiettile LEAP del missile Standard SM-3, con sensore IR alloggiato nella parte anteriore.

Il sistema radar fu modificato per ottenere le prestazioni richieste nel ruolo antimissile: fu incrementata la portata aumentando la potenza di emissione, e fu aggiunto un sistema Doppler in grado di tracciare bersagli ad alta velocità.
Queste modifiche furono applicate sui radar SPY-1B degli incrociatori USS Anzio e USS Vicksburg, unitamente all'introduzione di specifici programmi software, e le due unità effettuarono con successo una serie di test condotti a partire dal 1993.
Nel 1995 ulteriori test furono condotti con il sistema Aegis dell'incrociatore USS Lake Erie, modificato con l'aggiunta di vari sistemi tra cui un computer TAC-3. Nel corso di questi test furono ingaggiati bersagli più impegnativi, rappresentativi di missili balistici reali. Oltre ai radar e ai sistemi di calcolo, sono stati sviluppati missili ottimizzati all'ingaggio di missili balistici a medio raggio: prima il missile SM-2 Block IVA, poi l'SM-3 dotato di una testata LEAP con capacità di manovra esoatmosferica destinata a colpire direttamente il bersaglio ad altissima velocità e a distruggerlo con la sola energia cinetica.

## Impiego

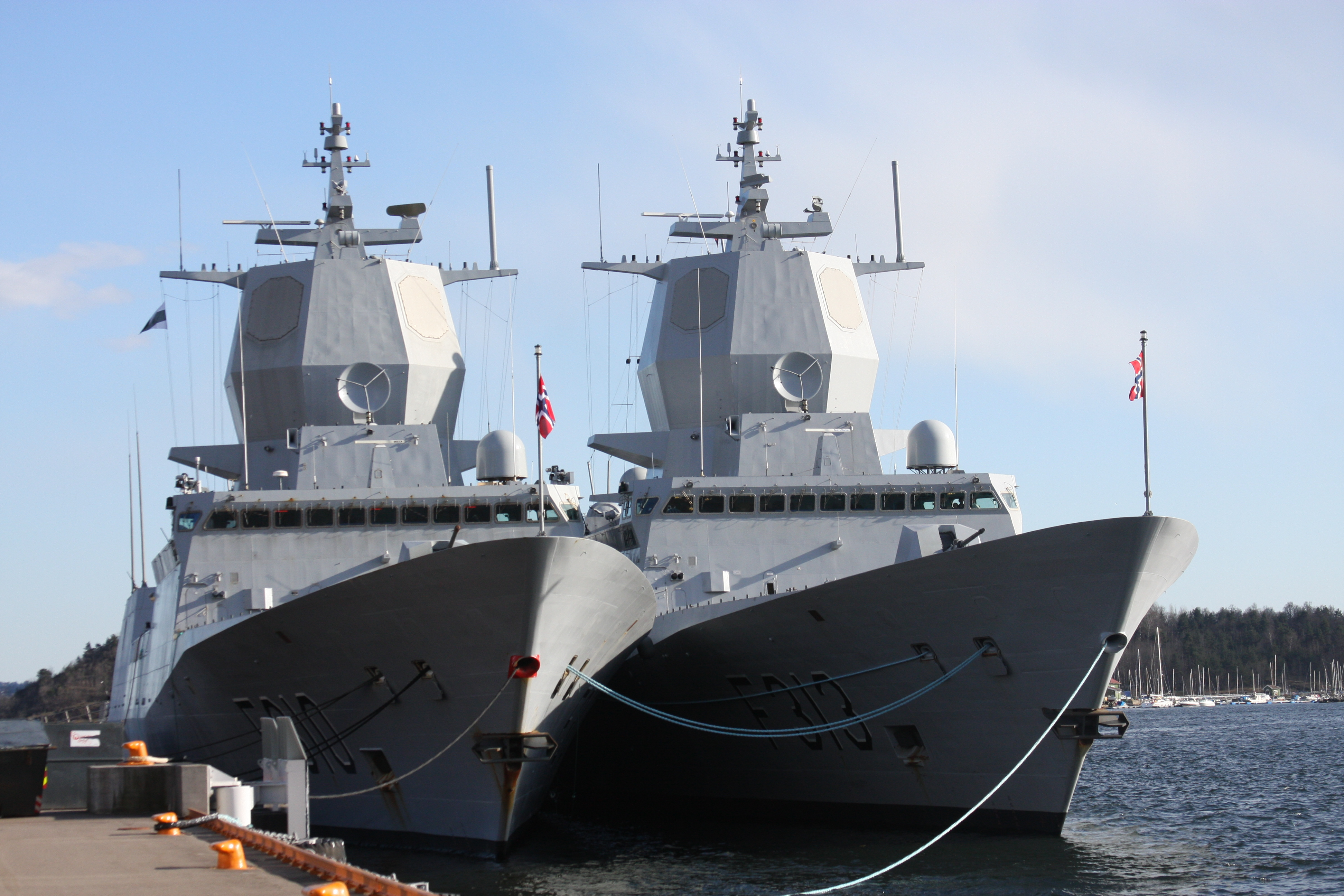
Due fregate classe Fridtjof Nansen ormeggiate ad Oslo nell'aprile 2010. Evidenti le torri che montano il sistema radar SPY-1F.

L'Aegis Combat System è stato installato su tutti gli incrociatori lanciamissili classe Ticonderoga (27 unità) e i cacciatorpediniere lanciamissili classe Arleigh Burke (almeno 73 unità) dell'US Navy.
È stato anche esportato in varie nazioni:
- in Giappone equipaggia i cacciatorpediniere lanciamissili classe Kongō, classe Atago e classe Maya;
- in Spagna è stato installato sulle fregate serie F100 classe Álvaro de Bazán;
- la Norvegia utilizza per le proprie fregate classe Fridtjof Nansen[36] la variante alleggerita con sistema radar SPY-1F progettata per l'imbarco su navi di dislocamento ridotto[37];
- la Corea del Sud lo ha installato sui cacciatorpediniere lanciamissili classe Sejong the Great;
- l'Australia lo ha selezionato per equipaggiare i cacciatorpediniere lanciamissili classe Hobart.

Sul mercato dell'esportazione è anche offerta una variante ulteriormente alleggerita, con sistema radar SPY-1K, idonea all'imbarco su unità minori come le corvette.

### Il caso dell'USSVincennes
Nel 1988 l'incrociatore USS Vincennes lanciò i suoi missili contro un aereo di linea iraniano, scambiato per un velivolo militare ostile. Il velivolo fu distrutto provocando la morte dei 290 civili a bordo. 
La commissione d'inchiesta statunitense stabilì che il sistema AEGIS della nave era operativo ed efficiente e se il comandante dell'unità si fosse affidato esclusivamente alle indicazioni fornite dal sistema, forse avrebbe evitato di commettere il tragico errore.
La seguente tabella evidenzia le discrepanze tra i dati registrati dal sistema AEGIS e il verbale redatto dal comandante del Vincennes:
| Dati registrati dal sistema Aegis                                                                                     | Rapporto del comandante del Vincennes |
| --- | --- |
| Iran Air Flight 655 era in continua ascesa per tutta la durata del volo                                               | Iran Air Flight 655, dopo aver raggiunto una quota compresa tra i 9.000 e i 12.000 piedi, scendeva con profilo d'attacco verso lo USSVincennes                                            |
| Iran Air Flight 655 trasmise costantemente il segnale transponder in "modalità III" per tutta la durata del volo(IFF) | Iran Air Flight 655 trasmise brevemente un segnale transponder in "modalità II" (F-14 Tomcat iraniano); il personale riclassificò l'obiettivo da "sconosciuto e sospetto nemico" a "F-14" |
| Iran Air Flight 655 mantenne una velocità di salita costante durante il volo                                          | Iran Air Flight 655 aumentò la velocità mantenendo un profilo di attacco simile a quello di un F-14 Tomcat                                                                                |